# Синтазы
В биохимии синтазы — ферменты, катализирующие синтез определённого вещества; производимое вещество явно упоминается в названии. Синтазы не имеют собственного номера ЕС.
С 1984 г. номенклатурный термин " синтаза " также включает ферменты, катализирующие реакцию с сопутствующим гидролизом нуклеозидтрифосфата (НТФ), такого как аденозинтрифосфат (АТФ). Ферменты, потребляющие АТФ, ранее рассматривались отдельно и обозначались как синтетазы. С тех пор, опасаясь, что не все биохимики различают значения сходных терминов, рекомендуемые названия включали в название лигазу вместо синтетазы. Тем не менее, старые синонимичные формы имен могут продолжать использоваться авторами, не разделяющими эти опасения, даже если вместо АТФ задействованы другие НТП. Иногда встречающееся написание синтеаза может быть понято как ещё один синоним синтетаза.
Лигазы имеют Шифр КФ 6.-.-.- в классификации.

## Примеры
- АТФ-синтаза
- Цитратсинтаза
- Триптофансинтаза
- Псевдоуридинсинтаза
- Синтаза жирных кислот
- Целлюлозосинтаза (образующая UDP)
- Целлюлозосинтаза (образующая ВВП)